# Tears of Fire
Tears of Fire ist eine 1998 gegründete Black- und Funeral-Doom-Band.

## Geschichte
Tears of Fire wurde 1998 in Teheran von „Magus Lord Faustoos Crowley“ gegründet. „Faustoos“ schloss im Iran ein Studium der Philosophie mit einem Master und eines der Theologie mit einem Doktorgrad ab und befasste sich indes während Reisen durch angrenzende Länder mit Kalligraphie, Meditation und Schamanismus. Der Bandname steht im Kontext seiner Beschäftigung mit iranischen Feuertempeln wo „Faustoos“ sich mit Stillemediation befasste.
Das erste Konzert der Band fand am 7. Juli 1999 als Eröffnung einer religiösen Veranstaltung statt und wurde von Mitarbeitern des Ministeriums für Nachrichtenwesen abgebrochen. Der Geheimdienst schaltete den Strom ab, zerstörte Instrumente und verhaftete einige der Bandmitglieder, während es anderen mit Hilfe der Menge gelang zu fliehen. Unter anderen wurde Sänger „Magus Lord Faustoos Crowley“ inhaftiert. Bilder und Videos wurden konfisziert und aus dem Archiv der Alzahra-Universität gelöscht. Am 15. Juli traten die verbleibenden Musiker zur Feier des Tirgan-Fest in der Provinz Chuzestan auf. Der Auftritt blieb der finale Auftritt der Band im Iran. „Faustoos“ agierte weiter mit kritischer Installations- und Performancekunst und wurde erneut inhaftiert. Nach Foltererfahrungen willigte er ein seine gesellschaftskritische Kunst nicht weiter fortzuführen. Nach seiner Entlassung aus dem Gefängnis setzte sich „Faustoos“ nach Goa ab. Wo er mit internationalen Musikern und Künstlern kooperierte.
In Goa lernte er unter anderem die Sängerin Çaruk Revan kennen. Nachdem die iranische Musikerin aufgrund unterschiedlicher Repressionen durch den iranischen Staat beschlossen hatte ihr Heimatland dauerhaft zu verlassen, empfahlen ihr Freunde sich an den damals in Goa lebenden „Faustoos“ zu wenden. Beide experimentierten mit folkloristischer Musik aus Akkordeon und traditionellen iranischen Saiteninstrumenten. Einige Zeit später begegneten sich beide 2011 in Greifswald erneut. „Faustoos“ war zu diesem Zeitpunkt bereits im Begriff unterschiedliche Musikprojekte zu gründen.
Nach einer Umsiedelung nach Berlin reaktivierte „Faustoos“, gemeinsam mit Revan, dem schwedischen Schlagzeuger Martin Tri Cederlund und der französischen Violinistin Constance Marchand, Tears of Fire im Jahr 2016. Im gleichen Jahr begann der Filmemacher Janne Vuorela damit, „Faustoos“, dessen Geschichte und Band-Projekte wie Nashmeh und Tears of Fire, sowie seine teils satanische Islamkritik in dem Dokumentarfilm Persian Black Metal Story zu porträtieren. Während der Film entstand, bestritt Tears of Fire europaweit Auftritte und veröffentlichte unter anderem das Debüt Aeon कल्प kalpa. An dem Debüt beteiligten sich „Barbara von Bogenstreich“/„Stella Babarella“ von Cultus Ferox als Gastmusikerin. Das Debüt wurde in Besprechungen als „faszinierend“ und „innovativ“ gelobt. Indes verließen Marchand und Revan Tears of Fire. Revan kehrte allerdings nach der Veröffentlichung des zweiten Studioalbums in die Band zurück. Im Jahr 2021 erschien das zweite Studioalbum Relics Of Ancient Love über Grazil Records. Die Veröffentlichung wurde internationale Aufmerksamkeit zuteil. Für das Legacy wurde es als „spannende, wenn auch wenig eingängige Scheibe“ gelobt. Die Musiker haben dem Rezensenten folgend „Ahnung was sie tun, und wollen avantgardistische Musik zocken.“ Auch internationale Webzines wie das rumänische letsrock.ro oder das finnische inferno.fi lobten die Veröffentlichung und vergaben hohe Wertungen.

„Hier jedoch wird Doom auf ein höheres Niveau gebracht und dafür gibt’s, und das passiert nicht oft 10 von 10 Punkten.“

## Stil
Die von Tears of Fire gespielte Musik wird als Funeral Doom unter dem Einfluss iranischer Musik, als Mischung aus orientalischer Musik, Funeral Doom und Black Metal, sowie als „Torturous Funeral Doom“ kategorisiert. Die musikalischen Einflüsse orientalischer Musik verleihe dem Stil der Band indes Eigenständigkeit im Genre und „eine andere Dimension“. Der Einfluss nahöstlicher Volksmusik, mache die Musik „außergewöhnlich“ und begründe Bezeichnungen wie „Oriental Doom“ oder „Persian Doom“. Der überwiegend in Fârsi vorgetragene Gesang variiert zwischen Growling, und „verrückt klingenden Schreien“. Besonders die Violine und die Produktion stechen im Klang des Blackened Funeral Doom heraus.

„Der typische jammernde Gesang des nahen Osten bekommt eine zusätzliche Portion klagenden Schmerzes und macht sich neben dem Black-Metal-Winseln echt gut! Die Musik ist allerdings ein ziemlich roher Krach-Bumm-Schepper-Zimmermannsmetal – trve as fuck, tut aber schon etwas in den Ohren weh. Muss man mögen!“

## Diskografie
- 1999: Tears of Fire (Single)
- 2016: From the Wasteland (Split-Album mit Mogh und Paganland, Asyl Produktionen)
- 2017: Doomed Dome (EP, Asyl Produktionen)
- 2019: Aeon कल्प kalpa (Album, Asyl Produktionen)
- 2020: Virtue Signal from Rotten Culture (Demo, Asyl Produktionen)
- 2021: Relics of Ancient Love (Album, Grazil Records)
- 2022: Anatta (EP, Grazil Records)